# Julián Ernesto Guevara
Julián Ernesto Guevara Castro (Bogotá, 4 de agosto de 1965- Selvas de Putumayo, 20 de enero de 2006) fue un mayor de la Policía Nacional de Colombia.
Fue secuestrado durante la toma de Mitú en 1998 por parte de las Fuerzas Armadas Revolucionarias de Colombia - Ejército del Pueblo (FARC-EP) el 1 de noviembre de 1998. Guevara murió en cautiverio a finales de enero de 2006, a los 40 años de edad. Las FARC-EP entregaron los restos a la senadora Piedad Córdoba y a la madre del oficial el 1 de abril de 2010.

## Toma de Mitú
El entonces capitán Guevara trabajaba en Mitú, capital del departamento de Vaupés, como subcomandante del cuartel de la Policía Nacional de Colombia, cuando la población fue atacada el 1 de noviembre de 1998 por las FARC-EP. La población quedó semidestruida y Guevara fue tomado como rehén por los guerrilleros el 3 de noviembre. Vio morir a 60 de sus compañeros, tanto agentes como militares y luego pasó a ser un "canjeable" dentro de la estrategia de las FARC-EP para buscar un "acuerdo humanitario" e intercambiar secuestrados por guerrilleros presos.

## Secuestro
Guevara fue uno de los 42 secuestrados que la guerrilla internó en la selva. En diciembre de 2000, las FARC-EP permitieron que entrara unas horas en aquel campo de concentración una comisión del Defensor del Pueblo y a Marleny Orejuela, la cabeza visible de las madres de los secuestrados. En esa ocasión Guevara mostró signos de depresión graves. Con Marleny, Guevara envió una carta a su madre, Emperatriz de Guevara, donde le contó que tenía "constantes diarreas por la pésima calidad del agua".
Durante el gobierno de Andrés Pastrana, se llevaron a cabo los diálogos de paz entre el gobierno y las FARC-EP. En junio de 2001, la guerrilla liberó a cerca de 200 policías y militares secuestrados que habían sido hechos prisioneros en distintas acciones armadas como la Toma de Mitú, pero no dejaron salir a los oficiales y a unos cuantos suboficiales de menor rango.
Tras la toma a Mitú, murieron 43 miembros de la Fuerza Pública, mientras que 61 fueron secuestrados, de los que liberaron 54 tiempo después en los diálogos de paz. Siguieron en cautiverio siete, entre los cuales estaba Guevara. De la toma a Mitú, Guevara compartió cautiverio con el Coronel Luis Mendieta, el capitán Enrique Murillo, el teniente Javier Rodríguez, el subintendente Luis Peña, el subintendente John Frank Pinchao y el sargento César Augusto Lasso.
A los policías y militares que quedaron, las FARC-EP los dividió en pequeños grupos con los políticos que la guerrilla también tenía secuestrados. El 5 de mayo de 2003, en un intento de rescate militar por parte del Ejército Nacional, los guerrilleros asesinaron a los secuestrados que incluían al exgobernador Guillermo Gaviria, a Gilberto Echeverri y ocho militares y policías. La acción llegó a ser conocida por los otros grupos de secuestrados, y en el grupo de Guevara el impacto psicológico fue "muy duro".
A mediados del año 2003, la madre de Guevara, Emperatriz recibió la última prueba de vida de su hijo en un vídeo. Fue para esa época que Guevara fue ascendido a mayor.

## Muerte
Guevara falleció en cautiverio el 20 de enero del 2006 en selvas del departamento del Putumayo. Guevara y los demás secuestrados fueron sometidos a 45 días de caminatas por la selva y en la que la mayoría resultaron enfermos. Guevara comenzó a deteriorarse en su salud a mediados de noviembre de 2005 cuando el grupo de secuestrados fue movido por las FARC-EP a un nuevo campamento. Al capitán Guevara le comenzó una tos bastante fuerte, que nunca se le quitó. Dejó de comer, hasta que se hizo evidente su flacura y no pudo valerse por sí mismo.
El entonces cabo John Jairo Durán se encargó de alimentarlo, bañarlo y afeitarlo. Incluso cuando tenía que hacer sus necesidades fisiológicas, Durán lo cargaba en su espalda y lo llevaba hasta el sitio donde tenían que defecar. Los miembros de las FARC-EP le permitieron acceso a una enfermera, que después de tomarle una muestra de sangre le diagnosticó paludismo. La mujer le recetó unas pastillas (no determinadas) y varias inyecciones de benzetacil. El cabo Durán le aplicó las inyecciones, pero la salud de Guevara empeoraba. A las 8:00 PM (UTC-5) del 19 de enero del 2006, el cabo Durán se despidió del comandante y se retiró al sitio de descanso. Al día siguiente lo encontró muerto, encadenado todavía. Durán pidió a los guerrilleros que le dejaran enterrar el cuerpo, pero estos se negaron y se lo llevaron.

“El capitán Guevara se murió de a poquito”
Cabo John Jairo Durán

La madre, Emperatriz y Ana, hija de Guevara mostraron los diarios que Guevara mantuvo del cautiverio y que obtuvieron cuando el cabo Durán fue liberado junto a otros 14 rehenes de las FARC-EP en la Operación Jaque, el 2 de julio de 2008.
El jefe guerrillero, Elí Mejia Mendoza "Martín Sombra", en respectivas declaraciones tanto a los jueces de justicia y paz, como en la JEP, ha asegurado que la muerte del mayor Guevara se produjo por negligencia de los guerrilleros del frente primero, al cual entregó a su custodia, debido a que no le suministraron con tiempo una droga llamada epamin (un medicamento que le fue recetado debido a una herida de bala que recibió en la cabeza, en un hecho previo a su secuestro) y debido a ello la salud del uniformado se había deteriorado. El jefe guerrillero ha afirmado haber tenido una relación cordial con el uniformado, a quien vio por última vez en octubre de 2005. La familia del mayor Guevara no ha confirmado ni negado esta versión aportada por el conocido como el "Carcelero de las FARC-EP".

## Despojos mortales

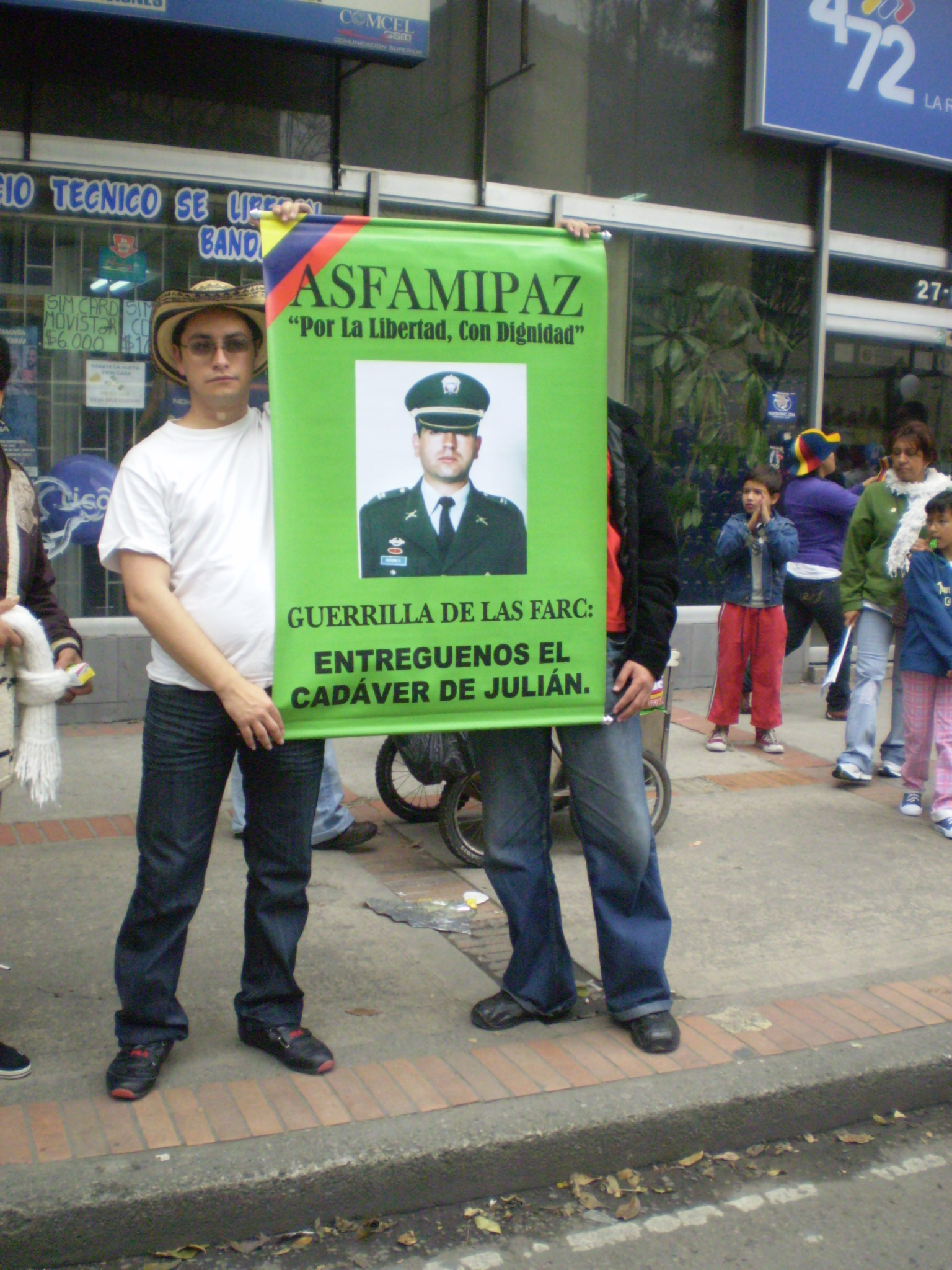
Manifestantes durante la Marchas del 20 de julio de 2008 en Colombia, pidiendo la entrega de los restos mortales de Guevara.

La madre del oficial Guevara, Emperatriz Castro, sus ocho hermanos y su hija pidieron en varias ocasiones que les devolvieran el cuerpo.
Las FARC-EP dijeron tener voluntad para entregar los restos del policía y la Cruz Roja Internacional se mostró dispuesta a ir a donde y cuando fuera necesario para recuperar el cadáver.
La familia guardo silencio ante los medios de comunicación, buscaron apoyo en Colombia e internacionalmente.

## Honores
Además de haber sido ascendido al grado de mayor, en honor al nombre de Guevara fue nombrada una nueva compañía de 150 Auxiliares Bachilleres en la ciudad de Ibagué, Tolima, la "compañía Julián Ernesto Guevara Castro". La ceremonia se llevó a cabo a las 9:00 AM (UTC-5) el 15 de noviembre de 2008 en el céntrico parque de Ibagué.
El mayor Julián Ernesto Guevara Castro fue ascendido en forma póstuma al grado de teniente coronel

### Escuela de policía Metropolitana de Bogotá
En año 2010, la Policía Nacional de Colombia construyó una escuela de formación policial para Patrulleros la cual lleva su nombre Escuela de policía Metropolitana de Bogotá “Teniente Coronel Julián Ernesto Guevara Castro”. Inició labores en la Avenida Boyacá No 142.ª-55 Bogotá Colombia, en predios de la Escuela de Postgrados de Policía “Miguel Antonio Lleras Pizarro” bajo  la resolución 03770 del 19 de noviembre de 2010. Se inauguró oficialmente sus instalaciones en la Transversal 33 n.º 47.ª-35 sur Bogotá, Colombia (sede actual) con la presencia del señor señor Ministro de la Defensa Nacional Juan Carlos Pinzón, el director de la Policía Nacional General Óscar Naranjo Trujillo, director nacional de Escuelas Brigadier General Édgar Orlando Vale Mosquera y el primer director de este claustro docente teniente coronel Víctor Hugo Gómez Arias. El curso 001 del Técnico Profesional en Servicio de Policía estuvo conformado por las Compañías Simón Bolívar con 133 hombres, Compañía Juan Maria Marcelino Gilibert con 133 hombres y Compañía Francisco de Paula Santander con 134 hombres para un total de 400.
Adicionalmente el curso 095 de oficiales de la Policía Nacional, estos subtenientes graduados eran de la compañía Simón Bolívar.